# Сосновське сільське поселення (Зубово-Полянський район)
Сосно́вське сільське поселення (рос. Сосновское сельское поселение) — муніципальне утворення у складі Зубово-Полянського району Мордовії, Росія. Адміністративний центр — селище Сосновка.

## Населення
Населення — 4561 особа (2019, 4557 у 2010, 5213 у 2002).

## Склад
До складу поселення входять такі населені пункти:
| Населений пункт     | Населення, осіб (2002) | Населення, осіб (2010) |
| ------------------- | ---------------------- | ---------------------- |
| Молочниця, селище   | 1489                   | 1423                   |
| Піонерський, селище | 24                     | 12                     |
| Сосновка, селище    | 3700                   | 3122                   |